# آرتمیزیا جنتیلسکی
آرتمیزیا جنتیلسکی (به ایتالیایی: Artemisia Gentileschi) (زاده ۸ ژوئیهٔ ۱۵۹۳ در رم – درگذشته ۱۶۵۶ در ناپل) نقاش ایتالیایی با سبک باروک بود که امروزه به عنوان یکی از نقاشان به نام محسوب می‌شود. او در کارهای خود از کاراواجو الهام گرفته‌است. در دوره‌ای که زنان نقاش از سوی جامعه هنری پذیرفته نمی‌شدند او نخستین زن نقاش بود که به عضویت آکادمی Accademia di Arte del Disegno (آکادمی هنرهای ترسیمی) در فلورانس درآمد. نقاشی‌های او از زنان در رنج، اسطوره‌ها و کتاب انجیل، قربانیان، خودکشی و مبارزه بود. او در نقاشی‌های خود از داستان جودیس الهام می‌گرفت. شناخته‌شده‌ترین تصویر او Judith Beheading Holofernes بود که سر بریدن هولوفرنز را در صحنه‌ای از خون‌ریزی و کشمکش نشان می‌دهد. آرتمیزیا دختر اوراتسیو جنتیلسکی دیگر نقاش ایتالیایی است.

## خانواده و نقاشی خودآموخته
آرتمیزیا جنتیلسکی در ۸ ژوئیه ۱۵۹۳ در رم زاده شد. او بزرگترین فرزند نقاش اوراتزیو جنتیلسکی بود. آرتمیزیا با تقلید از پدرش به نقاشی روی آورد و نسبت به برادرانش استعداد بیشتری از خود نشان داد. اوراتزیو دخترش آرتمیزیا را مورد تشویق فراوان قرار می‌داد. برادرانش نیز به حرفه نقاشی مشغول بودند. آرتمیزیا جنتیلسکی طراحی را فراگرفت و آموخت که چطور رنگ‌ها را با یکدیگر ترکیب و نقاشی کند. از آنجائیکه پدرش با الهام از سبک کاراواجو نقاشی می‌کرد، او نیز متعاقباً از سبک پدرش پیروی می‌کرد. سبک آرتمیزیا جنتیلسکی تا اندازه‌ای با پدرش متفاوت بود زیرا نقاشی‌های او بسیار طبیعت‌گرا بودند.
در طی سده ۱۷ (میلادی) چنین تصور می‌شد که زنان دارای هوش و مهارت کافی برای کار کردن نیستند. در همین زمان بود که آرتمیزیا بر سبک سنتی اصرار ورزید و آثاری را خلق کرد. با انجام اینکار او شناخته شد و مردم او را تحسین کردند و مورد احترام قرار دادند. آرتمیزیا نخستین کار هنری خود را در ۱۷ سالگی خلق کرد Susanna e i Vecchioni (Susanna and the Elders) بود. نقاشی او نشان می‌دهد که چطور او توانسته‌است از سبک کاراواجو پیروی کند بدون اینکه به مدرسه رفته باشد یا توسط هنرمندانی آموزش دیده باشد. این یکی از نقاشی‌های اوست که تجاوز جنسی توسط دو مرد را نشان می‌دهد.

## تجاوز جنسی

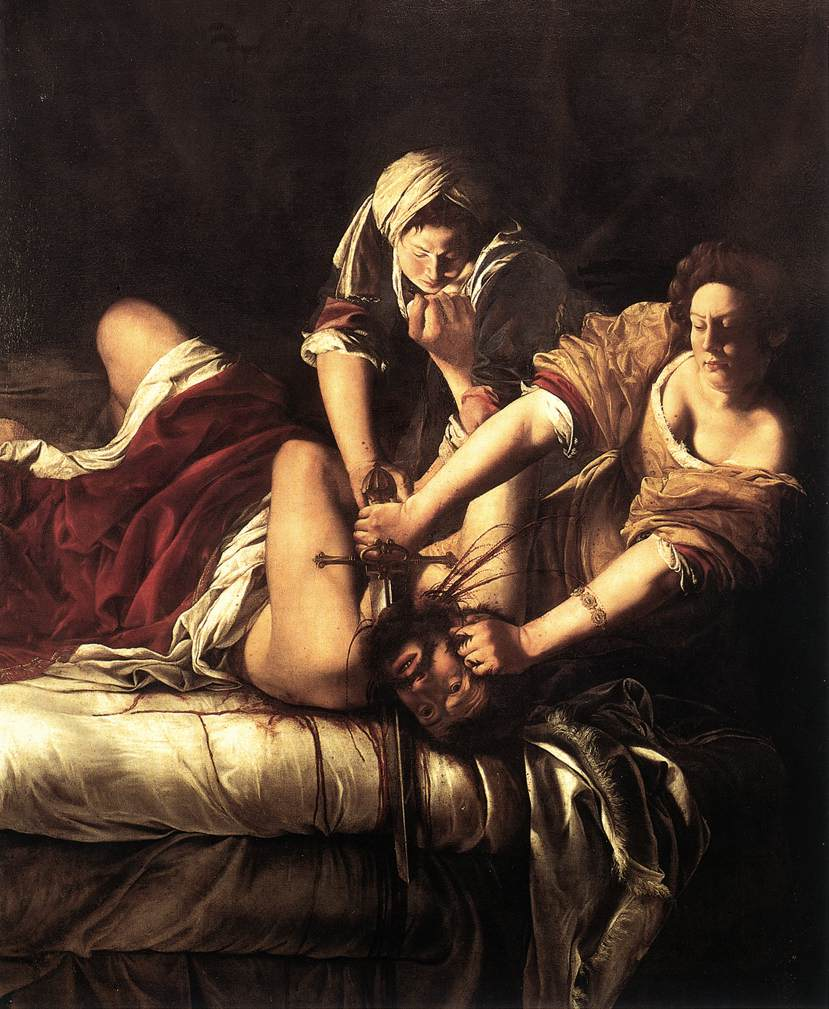
جودیث هولوفرنس را سر می‌برد. آرتمیزیا

در سال ۱۶۱۲ پدر او با آگوستینو تاسی برای کاشت گل در محوطه Pallavicini Rospigliosi Palace رم کار می‌کرد. اوراتزیو از او خواست که به‌طور خصوصی به دخترش نقاشی یاد دهد. در طی آموزش، تاسی، به آرتمیزیا تجاوز جنسی کرد. مرد دیگر کوسیمو کورلیس نیز تاسی را در انجام این تجاوز یاری کرد. پس از این ماجرا آرتمیزیا رابطه جنسی خود را با تاسی ادامه داد. آن‌ها تصمیم گرفتند که با یکدیگر ازدواج کنند. پس از مدتی تاسی قول خود را زیر پا گذاشت و به او گفت که او با مرد دیگری رابطه داشته‌است. پدر آرتمیزیا، اوراتزیو پس از آنکه از تصمیم ازدواج آن دو مطلع شد تاسی را مورد خشونت قرار داد همچنین او را به دزدیدن نقاشی جودیت از خانه جنتیلسکی متهم کرد اما موضوع اصلی درگیری، تجاوز به آرتمیزیا بود. این در حالی بود که پیش از تجاوز تاسی به آرتمیزیا، آرتمیزیا دارای رابطه دیگری نیز بوده‌است. پس از بررسی‌های بسیار، مشخص شد که تاسی نقشه قتل همسرش را طراحی کرده‌بود. علت طراحی این نقشه، مشکل همسرش با خواهر شوهرش بوده‌است. پس از پایان محاکمه، تاسی به یکسال اخراج از رم محکوم شد. اما این حکم هرگز اجرا نشد. این محاکمه مورد توجه طرفداران حقوق زنان در سده ۲۰ (میلادی) قرار گرفت. نقاشی «سربریدن هولوفِرن به دستِ جودیث» (۱۶۱۲–۱۶۱۳) خشونت زنان علیه مردان را به تصویر می‌کشید. یک ماه پس از محاکمه، اوراتزیو تصمیم گرفت که دخترش با پییرانتونیو استیاتسی ازدواج کند. او یک نقاش میانه‌رو از فلورانس بود. مدت کوتاهی پس از ازدواج آن‌ها به فلورانس کوچ کردند. آرتمیزیا در فلورانس، اثر کایا بوناروتی را از خود به جا گذاشت.
برخی تاریخ‌دانان استدلال می‌کنند که آرتمیزیا جنتیلسکی با حیله‌گری از داستان تجاوز خود در دادگاه خود برای جلب توجه و پیشبرد عقاید فمینیستی خود استفاده می‌کرده است.

## دیدگاه زنانه
موضوعات مشخصهٔ آرتمیزیا جنتیلسکی، قهرمانان زن هستند؛ بنتشیبا زنی که طعمهٔ هوا و هوس داوود پادشاه قرار گرفته و سرنوشتی غم‌انگیز پیدا کرد و یهودیه که جان مردم را با گردن زدن هلوفرنس نجات داد. هر دوی این موضوعات در دوره باروک که از صحنه‌های شهوانی و خشونت بار استقبال می‌شد، بسیار مورد پسند واقع شدند. نمایش چندین‌باره این قهرمانان زن کتاب مقدس توسط آرتمیزیا اشاره به احساسات دوگانه او نسبت به مردان داشت که ریشه درزندگی آشفته او داشت. تابلوی یهودیه و کنیز او با سر هلوفرنس اثری، کاملاً پخته، مستقل، نمایشی، و سترگ است. موضوع اثر، داستان یهودیه است که با پیشخدمت خود به چادر سردار آشوری رفته او را مست کرده و سرش را با شمشیر می‌برد. این اثر هم‌زمان با داستان داوود و جالوت است.

## دوره فلورانس ۱۶۲۰–۱۶۱۴
در فلورانس، آرتمیزیا جنتیلسکی موفقیت و محبوبیت زیادی به دست آورد. او نخستین زنی بود که به آکادمی هنر دل دیزاینو وارد شد. او ارتباط خوبی را با هنرمندان زمان خود مانند کریستوفانو آلوری و گالیلئو گالیله برقرار کرد.
پس از تولد برادر زاده‌اش، به نام «بوناروتی» آرتمیزیا جنتیلسکی تصویر او را طراحی کرد. برادرش از آرتمیزیا خواست تا نقاشی او را در گالری قرار دهد و آرتمیزیا نقاشی را در گالری آلگوریا دل ایکلنازیون قرار داد. این نقاشی مورد توجه قرار گرفت و همه روزه تعداد زیادی از آن بازدید می‌کردند. آرتمیزیا در دوران خلق آثار هنری خود، آوازه فراوانی یافته بود. اما آنچه که برای او رنج‌آور بود موضوع تجاوز او بود که او را شرمسار می‌کرد؛ بنابراین می‌توان دریافت که چرا در آثار خود در بیشتر موارد خشونت زنان را به تصویر می‌کشیده‌است. از کارهای جالب توجه او می‌توان به La Conversione della Maddalena و Giuditta che decapita Oloferne اشاره کرد. این دو اثر از مهمترین اثرهای او بودند که در گالری فلورانس به نمایش گذاشته شده‌اند. با وجود موفقیت‌های او، به دلیل هزینه‌های فراوانی که او و همسرش متحمل شدند دوره زندگی در فلورانس، دوره ای پر از مشکل برای آنان بود این مشکلات سبب شدند که آرتمزیا در سال ۱۶۲۱ به رم برگردد.

## بازگشت به رم، دوره ونیز ۱۶۳۰–۱۶۲۱
در همان سالی که پدرش اوراتسیو جنتیلسکی، ژنو را ترک کرد آرتمیزیا وارد رم شد. برخی‌ها گمان می‌کردند که آرتمیزیا پدرش را در این سفر همراهی کرده‌است. این در حالی است که شواهدی مبنی بر این موضوع در این دوران وجود ندارند. پس از ترک پدرش او به سختی نقاشی‌های خود را انجام می‌داد. این دوران سخت‌ترین دوران زندگی او بود. شواهدی نیز وجود دارند که آرتمیزیا رم را برای زندگی انتخاب کرد و دخترش را در آنجا بزرگ کرد. اوراتسیو همچنین از ازدواج با پرودنزیا صاحب فرزندی به نام پییرآنتونیو استیاتسی شد اوراتسیو در سال ۱۶۲۷ صاحب دختر دیگری شد. او تلاش کرد که هنر را به فرزندانش بیاموزد اما موفق نشد.

## ناپل و دوره بریتانیا ۱۶۵۳–۱۶۳۰
در سال ۱۶۳۰ آرتمیزیا جنتیلسکی به ناپل (شهر دوستداران هنر) کوچ کرد. او به این شهر علاقه زیادی داشت و فرصت‌های کاری تازه‌ای به دست آورد. بسیاری از هنرمندان دیگر نظیر کاراواجو، آنیباله کاراچی، سیمون ووئه از مدت‌ها پیش در ناپل زندگی می‌کردند. همچنین جوزپه د ریبرا، ماسیمو استانزیون، و دومنیکینو در این شهر مشغول به فعالیت بودند. آرتمیزیا رابطه هنری خود را با دوک آلکالا و شماری از هنرمندان مشهور آغاز کرد و با ماسیمو استانزیون و برناردو دو مینیچی رابطه نزدیکی داشت. او همچنین سفرهایی به مناطق مختلف داشت و آثار خود را نیز در آن مناطق به نمایش گذاشت. در ناپل برای نخستین‌بار آرتمیزیا جنتیلسکی کار خود را با نقاشی کلیسای جامع ناپل آغاز کرد. او کلیسای جامع San Gennaro nell'anfiteatro di Pozzuoli در پازولی را به تصویر کشید. در طول نخستین دوران افلاطونی، او اثر Nascita di San Giovanni Battista را خلق کرد. آرتمیزیا جنتیلسکی در این دو اثر سعی کرد که به جای یودیه، سوسانا، بنتشیبا موضوعات تازه‌ای را به تصویر بکشد.
آرتمیزیا جنتیلسکی در سال ۱۶۳۸ به پدرش در لندن پیوست و آنها دوباره همکاری خود را با یکدیگر آغاز کردند. آن‌ها تابلوی هنریتا ماریای فرانسه در گرینویچ طراحی کردند. اما واضح بود که کمک پدرش فقط به دلیل آمدن او به لندن نبوده‌است. شهرت آرتمیزیا تا اندازه‌ای پدرش را آزرده خاطر می‌کرد. زیرا او همه درآمدش را صرف کار و خلق آثار هنری می‌کرد. اوراتزیو در سال ۱۶۳۹ به‌طور ناگهانی درگذشت. آرتمیزیا جنتیلسکی پس از مرگ پدرش به تنهایی به کار پرداخت. بسیار مشخص بود که او تا سال ۱۶۴۲ یک چپ‌گرا بوده‌است. آرتمیزیا تا اندازه زیادی تحت تأثیر کارهای مهندس معماری به نام ایل ساریس (که پسرش آرکوییک نیز یک مهندس بود) قرار گرفت.

## مرگ
در گذشته، باور بر این بود که آرتمیزیا جنتیلسکی در سال ۱۶۵۲ یا ۱۶۵۳ درگذشته باشد. اما شواهد تازه نشان می‌دهند که او تا سال ۱۶۵۴ نقاشی می‌کرده است. اما تا اندازه زیادی به دستیار خود، اُنُفریُ پالومبُ (به ایتالیایی: Onofrio Palumbo) وابسته بوده است. برخی گمان می‌برند که او در سال ۱۶۵۶ در دوره همه‌گیری طاعون در ناپل جان سپرد.

## در فرهنگ عمومی
نخستین نویسنده‌ای که کتابی را در مورد آرتمیزیا نوشت، آنا بانتی همسر روبرتو لونگو بود که نخستین پیش‌نویس خود را در سال ۱۹۹۴ ارائه داد. آنا بانتی همچنین در دفتر خاطرات خود اتفاقات جالب زندگی خود را نیز ثبت می‌کرد. ۵۰ سال بعد در سال ۱۹۹۹ نویسنده فرانسوی الکساندرا راپیله مجذوب آرتمیزیا شد و داستانی در مورد او نوشت و کارهای او را مورد ستایش قرار داد. او در نوشته‌های خود سعی کرد رابطه بین زن بودن او و حرفه نقاشی اش را بیان کند. الکساندرا راپیله همچنین تلاش کرد تا ارتباط بین لتیموتیو به عنوان عشق او و رابطه او با پدرش را بیابد.
در سال ۱۹۹۷ آنیس مرلت فیلم زندگی آرتمیزیا جنتیلسکی را ساخت. والنتینا چروی زندگی هنرمندانه او و رابطه تاسی و آرتمیزیا و تجاوز را را در فیلم به تصویر کشید.
سالی کلارک نیز چندین نمایشنامه در رابطه با تجاوز انجام شده در مورد آرتمیزیا را به تصویر کشید. «زندگی بدون تعلیم» در سال ۱۹۸۸ در تئاتر نایت وود به نمایش درآمد و در سال ۱۹۸۹ نیز حائز دریافت جایزه از شورای هنر انتاریو شد.

## نگارخانه

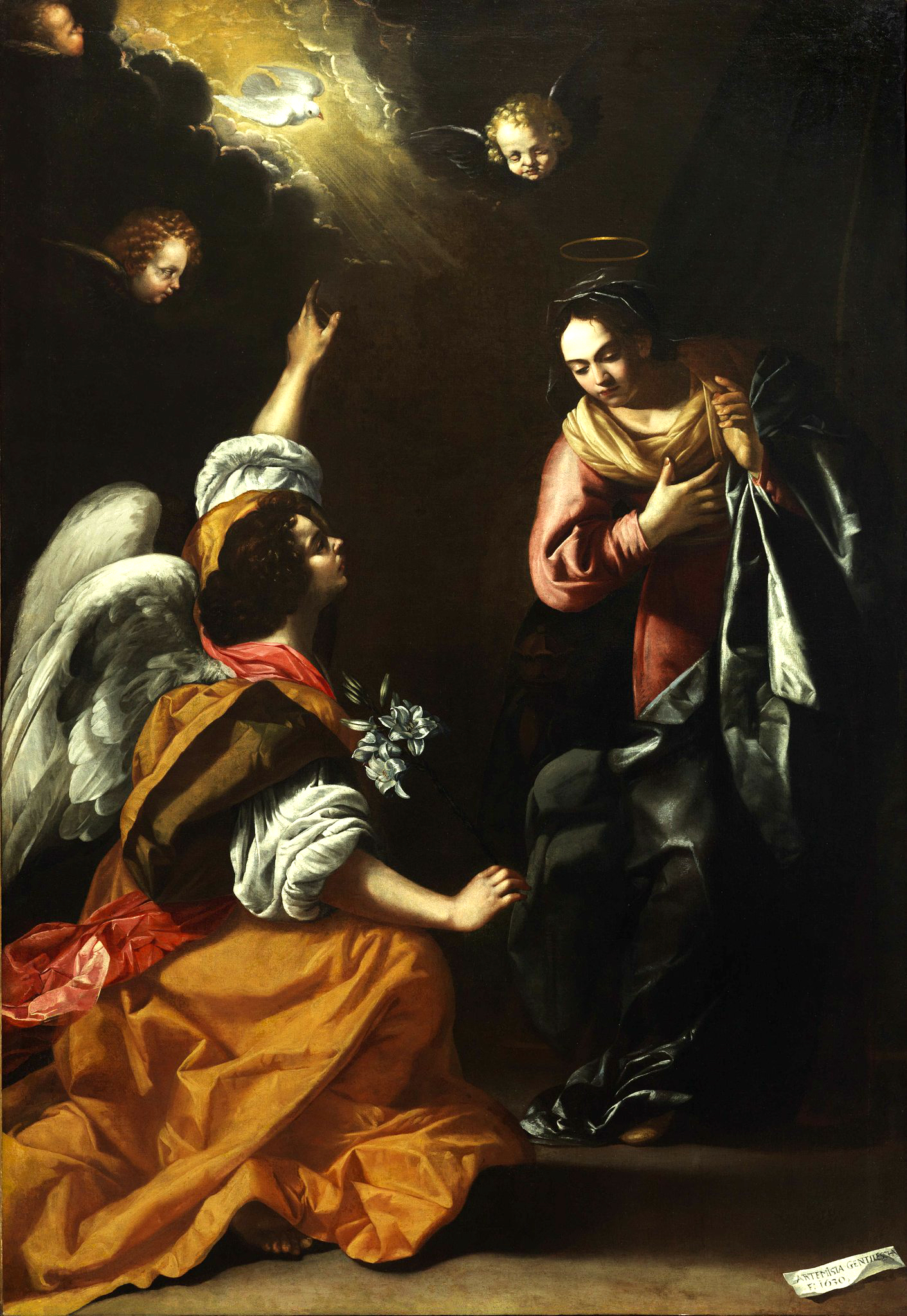
عید بشارت
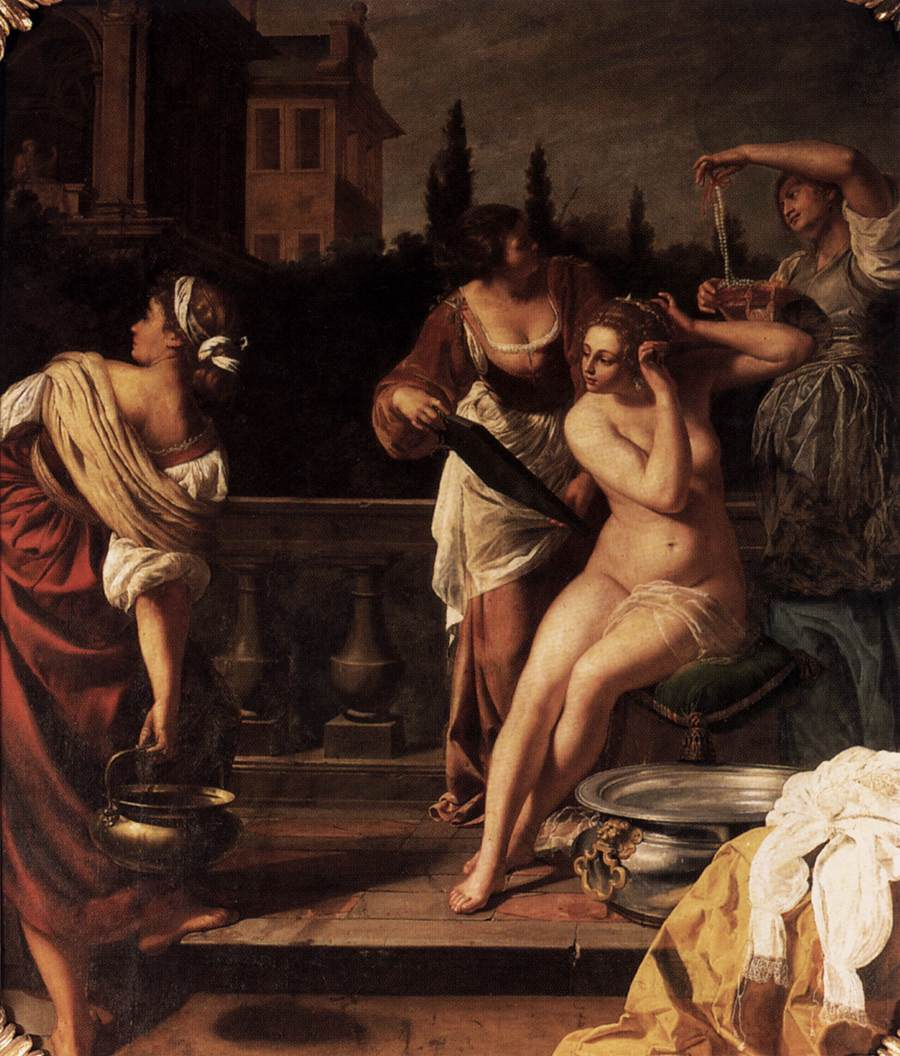
بث‌شبع
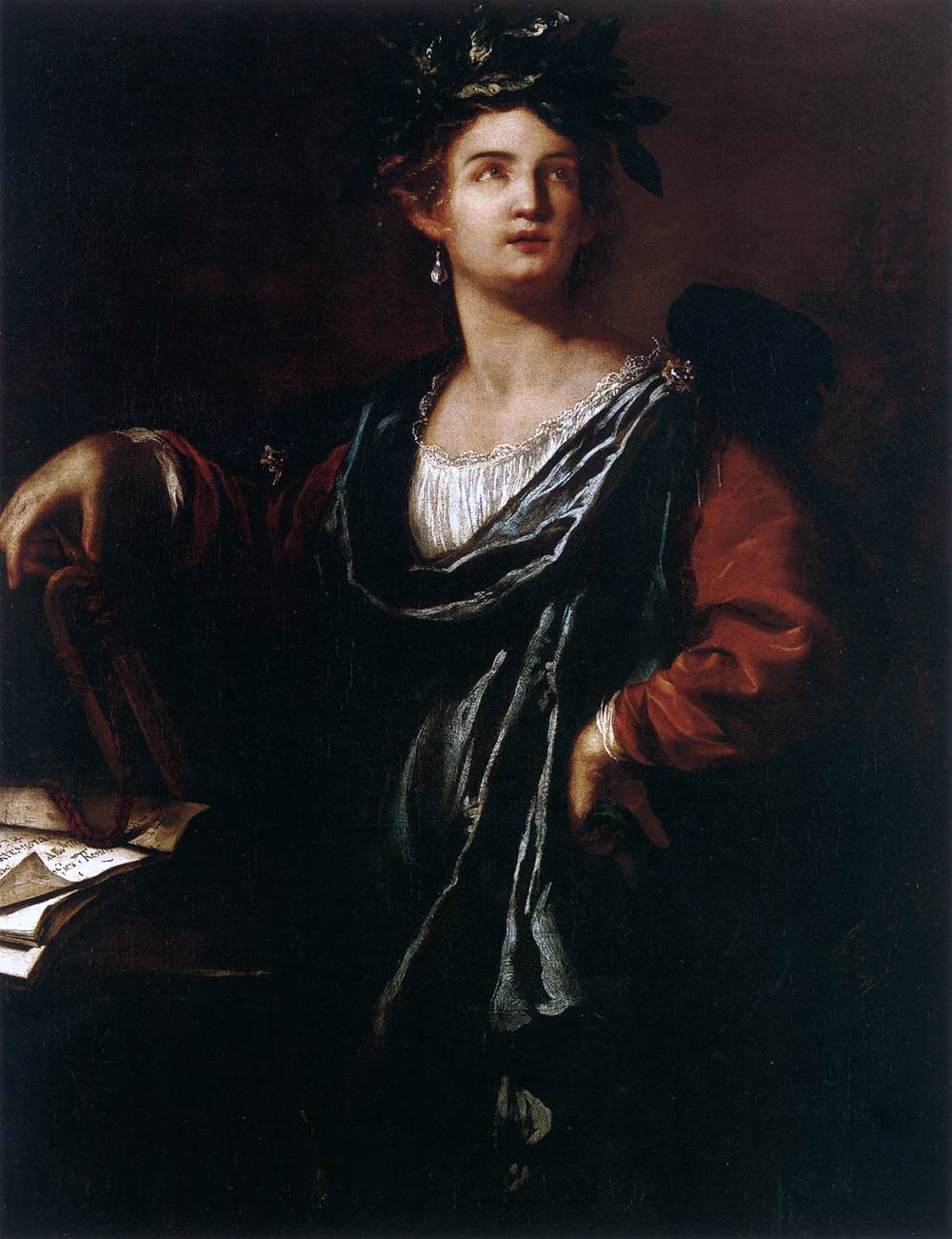
کلیو: موز تاریخ
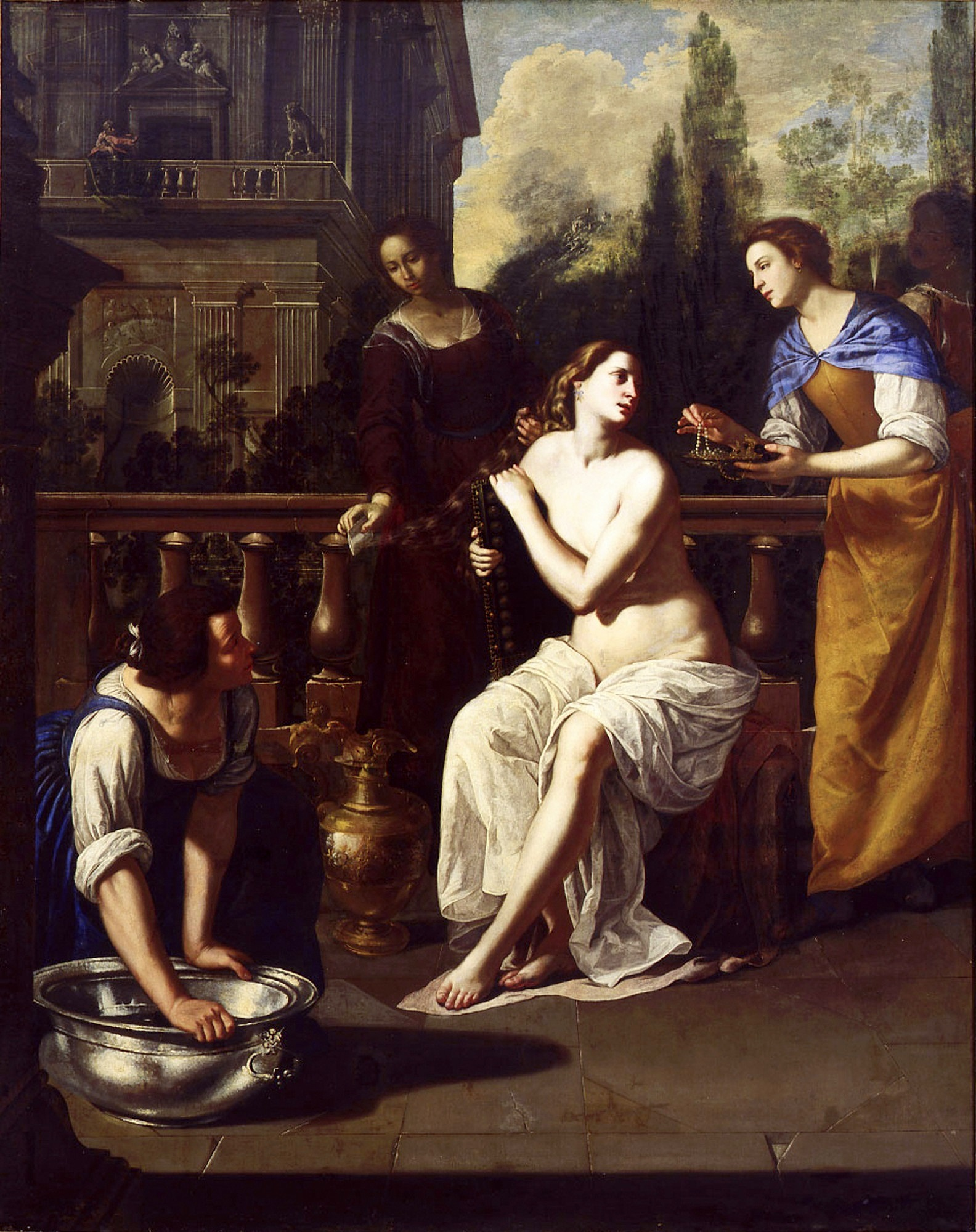
داوود و بث‌شبع
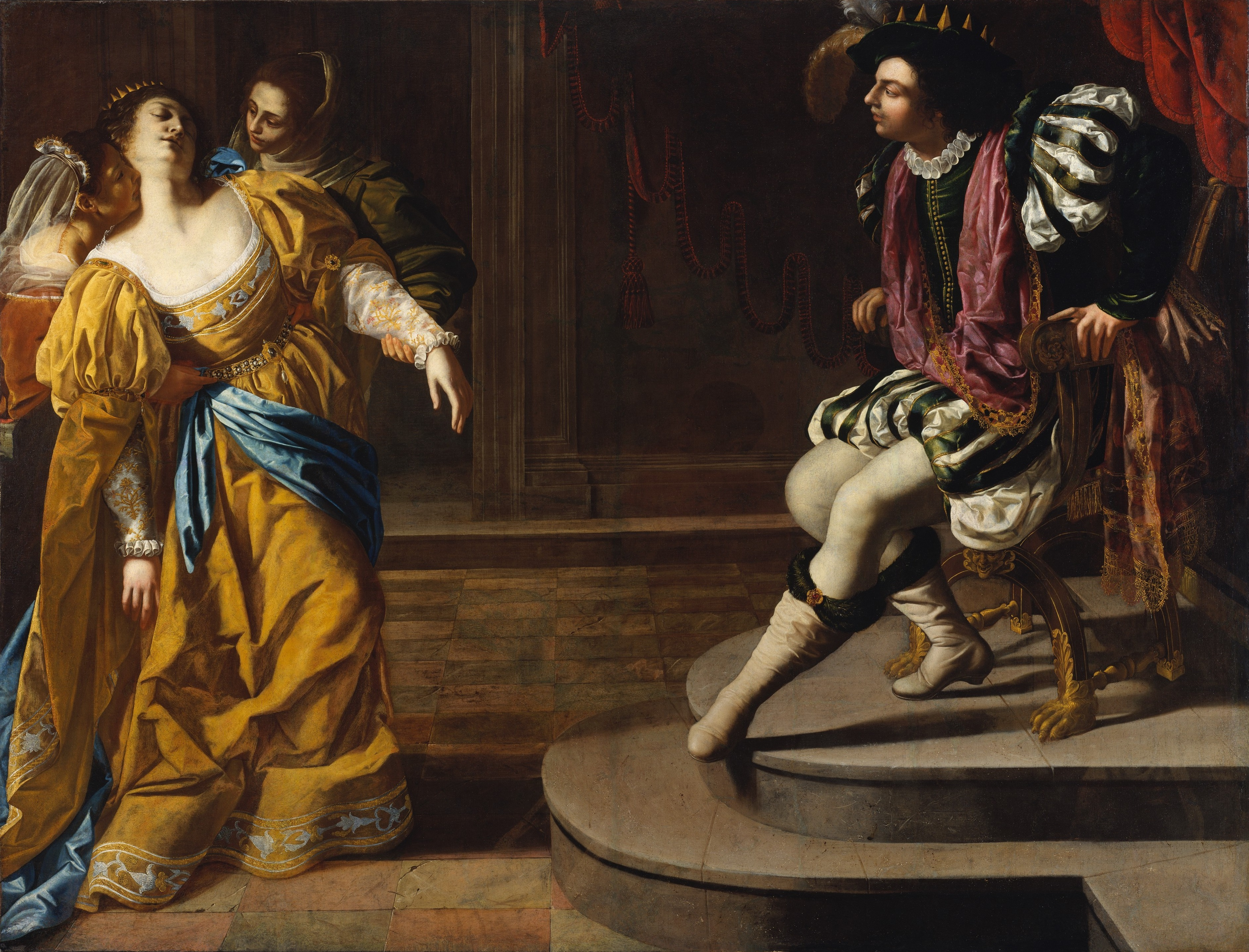
استر (شخصیت) پیش از اخشورش
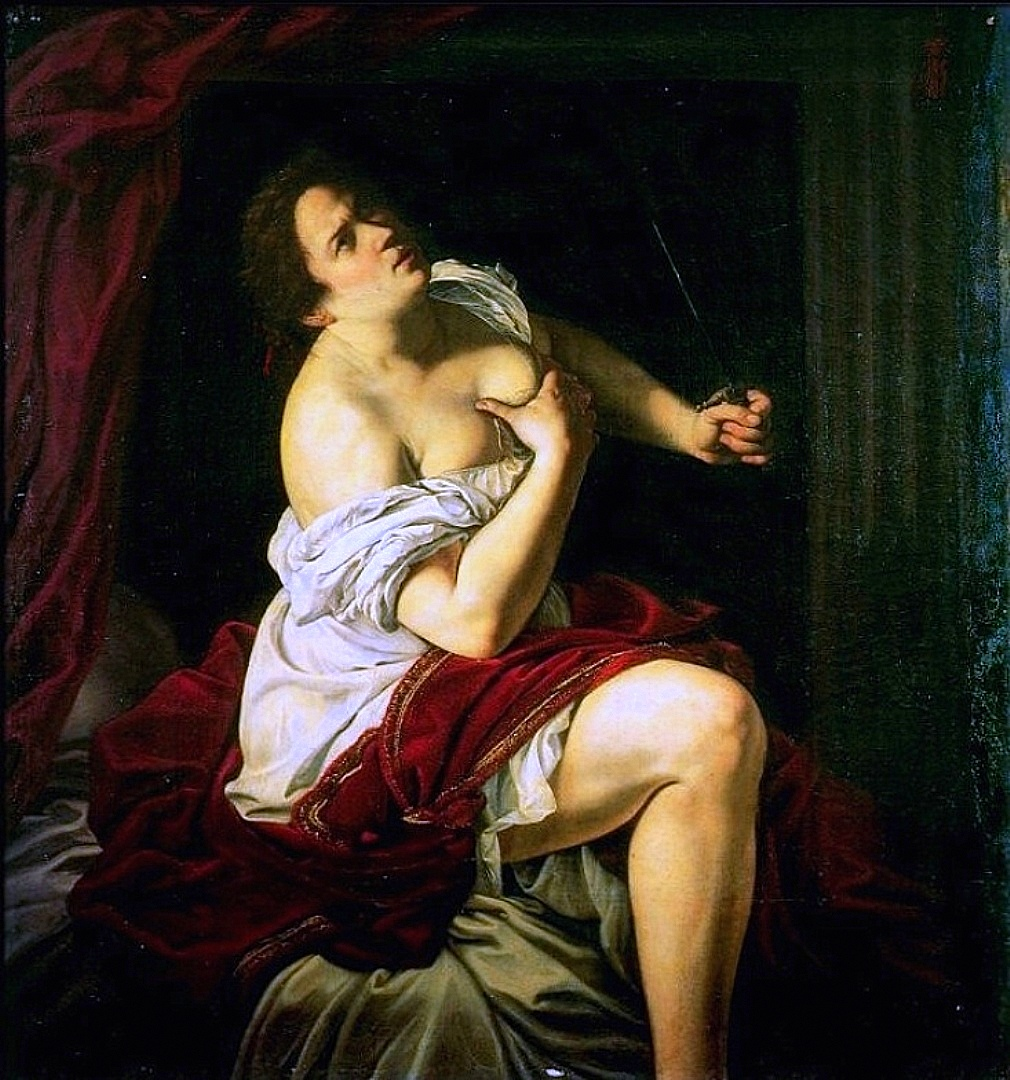
لوکرتیا
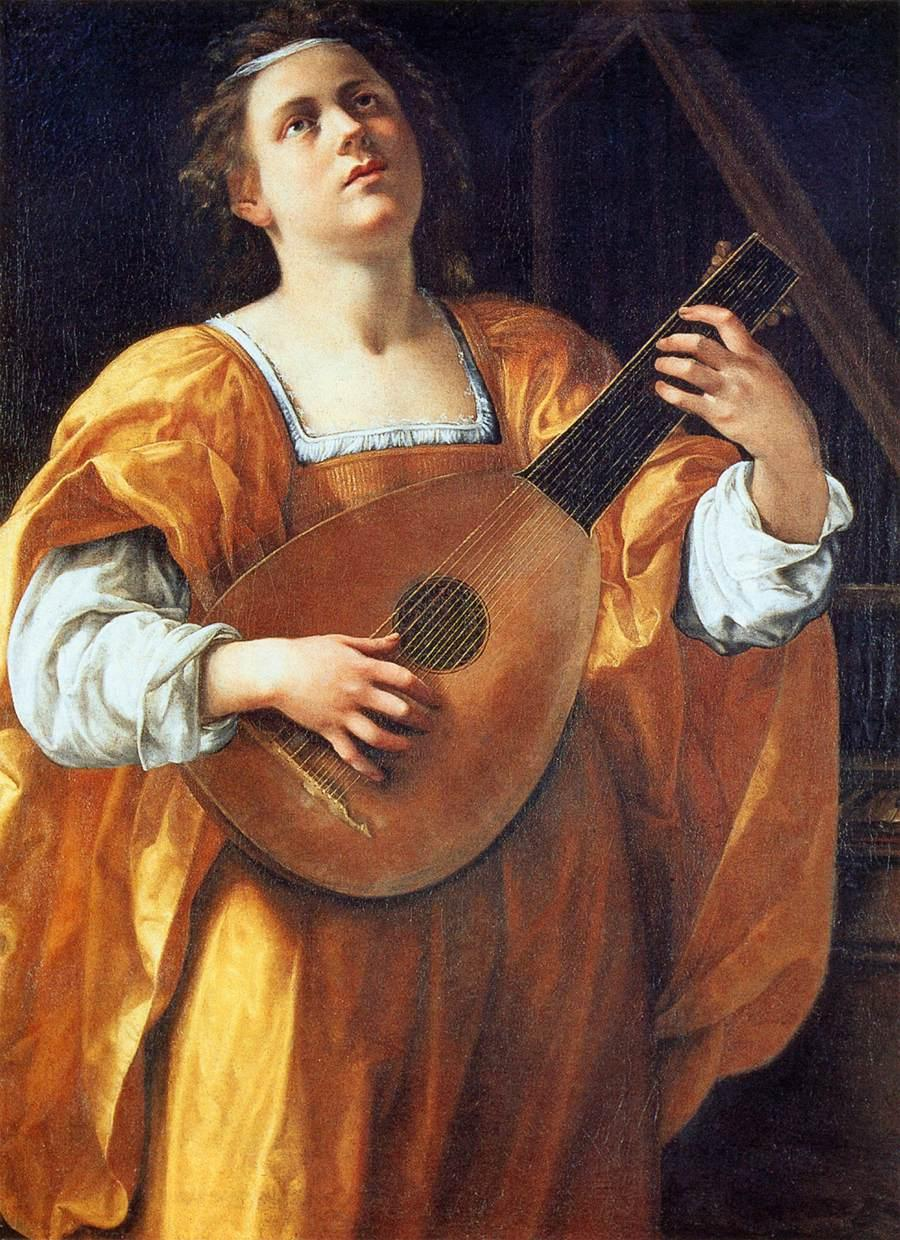
St Cecilia در حال نواختن لوت
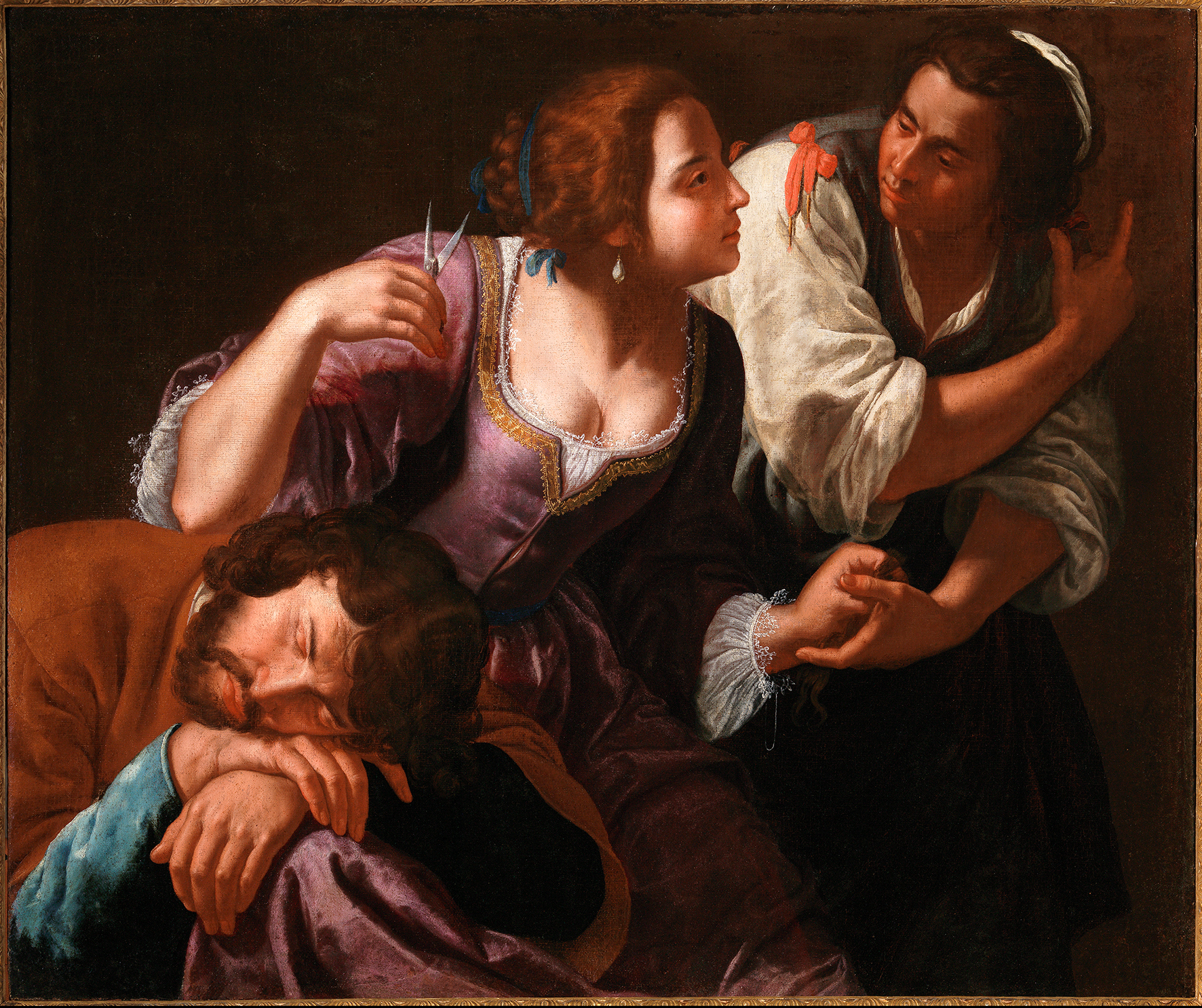
شمشون و دلیله
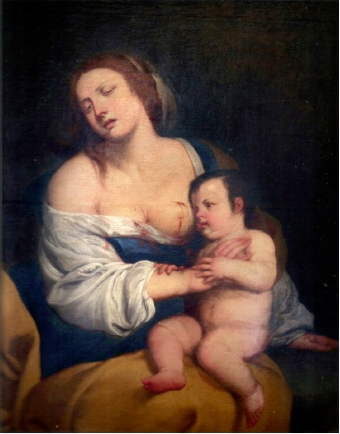
مادر و فرزند